# 伏見宮貞建親王
伏見宮貞建親王（ふしみのみや さだたけしんのう、元禄13年12月21日（1701年1月29日） - 宝暦4年7月21日（1754年9月7日） ）は、江戸時代中期の皇族。世襲親王家の伏見宮第15代当主。伏見宮邦永親王の第3王子。母は、福子内親王（霊元天皇第5皇女）。幼称は若宮。直系尊属の天皇から見た続柄は、男系では北朝第三代崇光天皇の12世孫、女系では霊元天皇の孫にあたり、旧皇族11宮家全ての最近共通祖先である伏見宮邦家親王は曾孫である。閑院宮典仁親王  (第122代明治天皇の高祖父)  の二従兄にあたる。
宝永5年（1708年）東山天皇の猶子となり、翌宝永6年（1709年）5月親王宣下を蒙り、貞建と命名される。正徳5年（1715年）10月元服し（加冠は有栖川宮正仁親王）、兵部卿に任ぜられる。享保4年（1719年）正月東山天皇の第1皇女秋子内親王と結婚。
享保12年（1727年）二品に叙され、宝暦4年（1754年）7月21日一品に叙せられる。同21日薨去。55歳。
系譜
- 御息所：秋子内親王(姫宮、1700-1756) - 東山天皇皇女
  - 第一王女：猷子女王（五百宮、1720-1735） - 真猷院
  - 第二王女：豊子女王（康宮、1722-1727） - 浄明鏡院
- 家女房
  - 第一王子：邦忠親王（阿古宮、1732-1759） - 16代伏見宮
  - 第二王子：邦頼親王（孝宮、1733-1802） - 18代伏見宮
  - 第三王子：尊英入道親王（修宮、1737-1752） - 広修院
  - 第三王女：寿子女王（千代宮、1742-1790） - 東本願寺乗如室
  - 第四王子：尊真入道親王（喜久宮、1744-1824） - 准三后、天台座主、施無畏王院
- 家女房
  - 第四王女：賢子女王（安津宮、1745-1789） - 広幡前豊室、解脱香院
  - 第六王子：某（万数宮、1748-1751） - 覚円院
  - 第五王女：貞子女王（田鶴宮、1750-1820） - 徳川重好室、貞章院妙観心院
  - 第六王女：益子女王（幸宮、1753-1753） - 観照院
- 生母未詳
  - 第五王子：某（雄香宮、1744-1744） - 恵香院
- 養子
  - 徳子女王（徳川宗将室）
  - 近子女王（専修寺円遵室）